# Gyrotoma pagoda
Gyrotoma pagoda är en snäckart som först beskrevs av I. Lea 1845.  Gyrotoma pagoda ingår i släktet Gyrotoma och familjen Pleuroceridae. IUCN kategoriserar arten globalt som utdöd. Inga underarter finns listade i Catalogue of Life.